# Fusell M40
El  M40  és un fusell de franctirador de forrellat emprat pel Cos de Marines dels Estats Units. Té quatre variants - l' M40 , el  M40A1 , el  M40A3  i el  M40A5 . El M40 va ser introduït el 1966. El canvi al model A1 va ser completat en la dècada de 1970, l'A3 el 2000 i l'A5 el 2009.
Cada M40 és construït a partir d'un fusell Remington 700, que és modificat per la unitat USMC 2112 de la Base del Cos de Marines de Quantico, emprant peces subministrades per diversos proveïdors. S'estan construint nous fusells M40A3, mentre que els A1 són actualitzats a l'estàndard A3 pel fet que entren i surten de l'arsenal per a manteniment i reparacions. El M40A5 incorporarà un carregador extractable i un canó roscat per permetre l'ús d'un silenciador o un altre aparell que s'acobla a la boca d'aquest.
L'M40 original era una versió militar del Remington 700; era produït en sèrie i tenia una culata de fusta massissa. El M40A1 i A3 van passar a tenir culates de fibra de vidre fetes per McMillan, així com noves mires telescòpiques. La pressió del gallet en tots dos models (M40A1 i A3) és ajustable d'1, 36-2,26 kg. (3 a 5 lb).

## Història

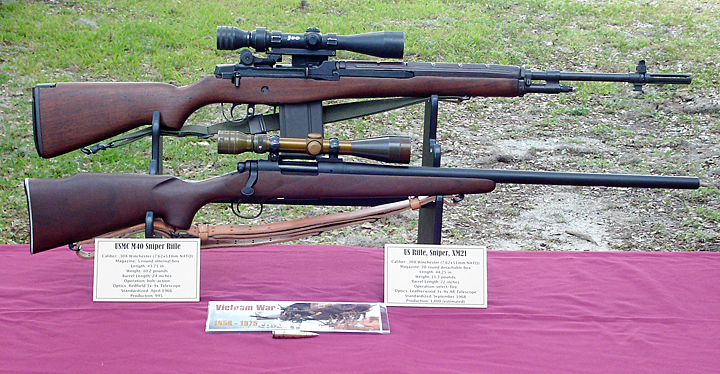
Fusells de franctirador de la Guerra del Vietnam. Un XM21 de l'Exèrcit dels Estats Units (a dalt) i un M40 del Cos de Marines dels Estats Units (baix).

Durant la Guerra de Vietnam, els Marines van decidir que necessitaven un fusell de franctirador estàndard. Després de provar diverses opcions, encarregar 700 fusells Remington 40x (versió per a tir al blanc/cacera de feristeles del fusell Remington 700), als quals van denominar M40. La majoria estaven equipats amb una mira telescòpica Redfield Accurange de 3-9 augments variables. Amb el pas del temps van sortir a relluir algunes debilitats, principalment la deformació de la culata de fusta massissa. A inicis de la dècada de 1970, els armers dels Marines de la base de Quantico van començar a reconstruir els M40 originals com M40A1. El procés involucrava, entre altres millores, el reemplaçament de les culates de fusta originals per culates McMillan A1 de fibra de vidre, igual que el reemplaçament de les mires telescòpiques Redfield originals per mires telescòpiques Unertl. El M40 va ser originalment dissenyat per Jack Cuddy i Neill Goddard. La culata tenia anelles Wichita per la corretja portafusell i una cantonera Pachmayr.

## El M40A3
El desenvolupament del M40A3 va començar el 1996, per ser finalment mostrat al públic el 2001. Des de llavors, el fusell ha tingut nombrosos canvis mínims. Aquí hi ha la llista la més recent configuració i components emprats en el M40A3.
 Acció: el M40 sempre va estar basat en la provada Acció Curta del Remington 700 i no és diferent en el M40A3. Totes aquestes accions empren el cartutx 7,62 x 51 OTAN i són modificades pels armers dels Marines, el guardamà és fabricat per l'empresa DD Ross Company, encara que diversos fusells M40A3 tenen guardamàs Badger Ordnance. El 2007, els Marines van començar a reemplaçar els guardamàs DD Ross pels guardamàs amb reforç de carregador extraïble fabricats per Badger Ordnance.
 Canó : el canó és un Schneider pesat de competició, amb una longitud de 610 mm (24 polzades) i ànima amb 6 estries.
 Culata : Tots els fusells M40A3 en servei empren la clata tàctica A4, una culata de fibra de vidre tipus benchrest d'alta qualitat, fabricada per McMillan Fiberglass Stocks i modelada en color verd oliva. L'acció està unida a aquella mitjançant pilars d'alumini incrustats en ella, mentre que el canó "flota" (només està unit al calaix de mecanismes), assegurant una precisió màxima. La longitud de la culata pot ajustar mitjançant un sistema d'extensors i té una galta ajustable tipus cadira de muntar fabricada pels Marines. més té sis punts d'ancoratge, dos a cada costat davant i enrere, així com un davant i un altre enrere en la seva part inferior. Un ressalt per muntar el bípode està situat sota el guardamà.
 Corretja portafusell : La corretja portafusell Model 1907 que havia estat emprada en els fusells M40A3 va ser reemplaçada per la Quick Cuff Model Dos, fabricada per l'empresa Tactical Intervention Specialists.
 Bípode : Els fusells M40A3 empren un bípode pivotant Harris de 6-9 "amb un fixador Kmw. El cargol de muntatge QD és reemplaçat per un cargol fabricat per Jon Tank, de Tanks Rifle Shop.
 Mira telescòpica diürna : Una mira telescòpica Schmidt & Bender 50 Police Marksman II LP de 3-12 augments modificada i amb retícula il·luminada ha reemplaçat la mira telescòpica Unertl MST-100 de 10 augments fixos, emprada anteriorment tant en el M40A1 i el M40A3. Aquesta mira telescòpica diürna està muntada amb suports Badger Ordnance USMC M40A3 de 34 mm, que utilitzen un cèrcol estàndard en el suport posterior i una anella MAX-50 més ample en el suport davanter. La coberta de l'anell davanter estàndard és reemplaçada amb un suport SPA-Defense B634 de 34 mm tipus cua de milà, com a plataforma per muntar la mira telescòpica nocturna Simrad KN200. La mira telescòpica i els seus anells estan muntats sobre un riel Picatinny DD Ross inclinat a 30 minuts d'arc.

## Comparació
| Diferències         |                     |                             |
|                     | M40A1               | M40A3                       |
| Pes                 | 6,57 kg. (14,45 lb) | 7,5 kg. (16,56 lb)          |
| Longitud            | 1117 m (44.0 in)    | 1124 m (44.25 in)           |
| Canó                | Hart                | Schneider Match Grade SS #7 |
| Estries i esquerdes | 5                   | 6                           |
| Culata              | McMillan HTG        | McMillan Tactical A4        |

## Diferències entre el M40 i el M24
L'Exèrcit dels Estats Units també empra l'acció del Remington 700/40x com a base per al seu fusell M24 Sniper Weapon System. La principal diferència entre els fusells de franctirador de l'Exèrcit i els Marines és que mentre el M40/A1/A3 empra la versió curta de l'acció del Remington 700/40x (dissenyada per cartutxos més curts, com el 308 Winchester/7,62 x 51 OTAN, 7 mm/08 Remington i .243 Winchester), el M24 de l'Exèrcit empra la versió amb acció llarga del mateix fusell. L'acció llarga del M24 permet l'ocupació del 308 Winchester (7,62 x 51 OTAN), però ha estat principalment dissenyada per cartutxos llargs, com el .30-06 Springfield, així com cartutxos Magnum, com el 7 mm Remington Magnum, el .300 Winchester Magnum i el 338 Lapua. L'ús de l'acció llarga per part de l'Exèrcit va ser conseqüència de l'intent de calibrar el M24 pel .30-06; tot i el canvi al 308, el conservar l'acció llarga permet recalibrar el fusell per emprar calibres més grans i de més llarg abast si cal. Els cartutxos més emprats pel M24 són el 308 i el 338 Lapua. Addicionalment, la versió de l'Exèrcit permet el muntatge d'una mira telescòpica nocturna, mentre que les velles versions dels Marines empraven la mira telescòpica diürna Unertl 10X, que limitava les operacions de francotiro amb el M40 i el M40A1 des de l'alba fins al capvespre.